# Casa Generalife
La Casa Generalife és un edifici del municipi de Sant Cugat del Vallès (Vallès Occidental) inclosa en l'Inventari del Patrimoni Arquitectònic de Catalunya. Es tracta d'una torre d'estiueig i d'estil arabesc encarregada a l'arquitecte Eduard Maria Balcells l'any 1919.

## Descripció
Casa- torre de grans dimensions que presenta una decoració i una construcció a la manera àrab. Està composta per dos pisos i manté una estructura rectangular. Les parets són arrebossades de blanc i les finestres arcs de ferradura, detalls ornamentals neoàrabs: arcades i esgrafiats similars als de l'Alhambra. En la part posterior de la casa s'aixeca una torre que està coronada per una cúpula, amb decoració de ceràmica de trencadís en franges de color blanc i blau. En el mateix recinte existeix una altra construcció per a la masoveria que manté una estructura semblant però no tan treballada.